# Schöllnstein

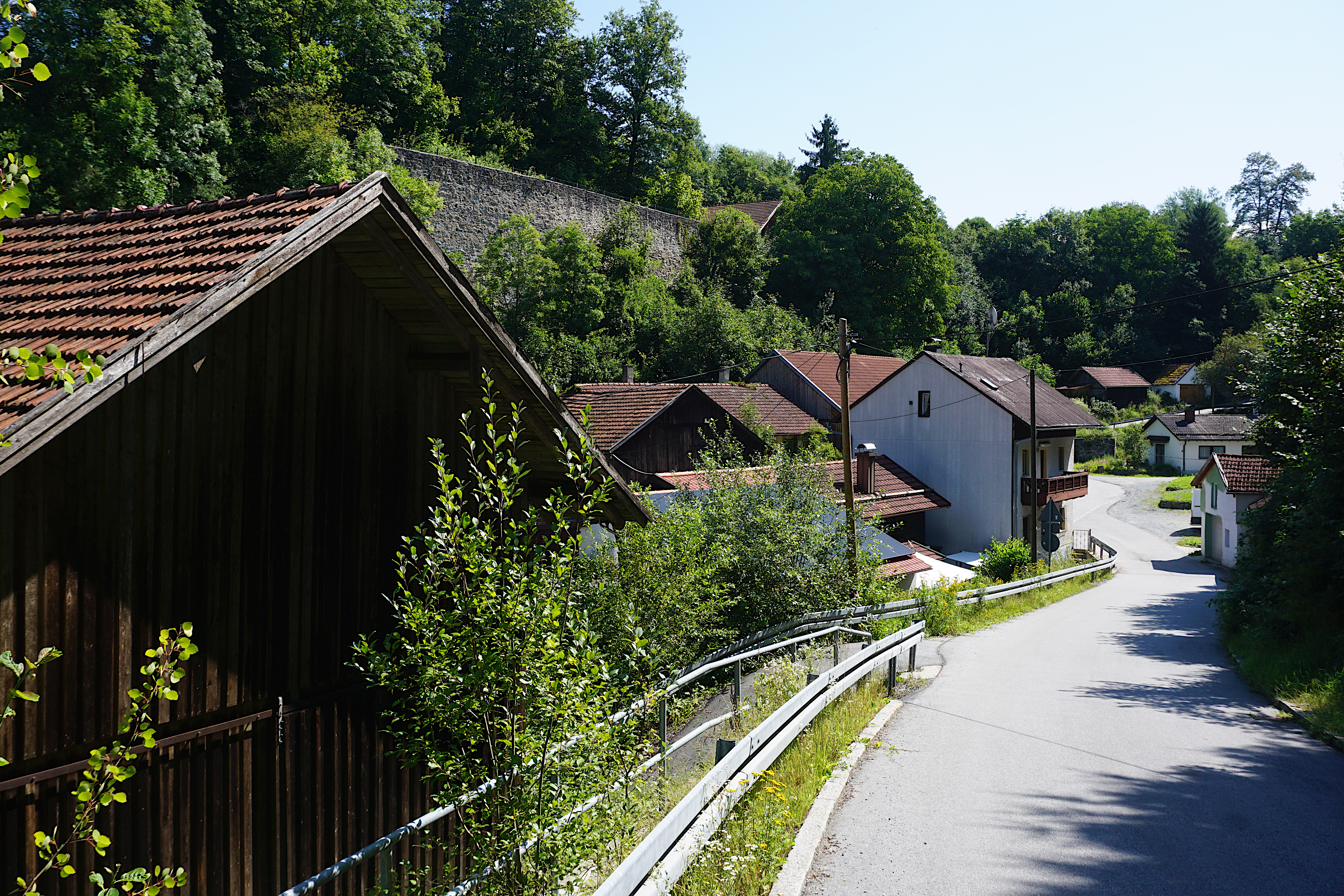
In Schöllnstein

Schöllnstein ist ein Gemeindeteil der Gemeinde Iggensbach im niederbayerischen Landkreis Deggendorf.

## Lage
Das Kirchdorf Schöllnstein liegt eingebettet zwischen der westlich fließenden Donau und den Ausläufern des Bayerischen Walds im Osten. Durch das Dorf fließen die Kleine Ohe und der Schöllnsteiner Bach. Schöllnstein liegt etwa drei Kilometer südöstlich von Iggensbach und zwei Kilometer nordwestlich von Garham. Etwa 500 Meter östlich des Ortausgangs verläuft die Bundesautobahn 3. 

## Geschichte
Besitzungen und Niederlassungen der Grafen von Hals wurden bereits im 13. Jahrhundert erwähnt. Im Jahr 1369 begann der Bau der Burg zu Schellenstein. Dazu belehnte Graf Leupolt von Hals die Brüder Seytz Puchberger zu Engelsberg und Otto Puchberger sowie ihren Vetter Puchberger mit den Gütern zu Sieberding und dazu gehörigem Berg, auf dem sie die Burg bauen sollten. Diese umfasste 15 Zimmer, 3 Kellerräume und eine Pferdestallung für 9 Pferde.
1485 kam es zur Teilung der Burg in Nieder- und Oberschöllnstein, doch zu Beginn des 16. Jahrhunderts war Schöllnstein wieder vereinigt. 1550 ging die Burg in den Besitz der Gebrüder Spritzenstein über, danach wechselten die Besitzer in rascher Folge. Mit dem Besitz verbunden war die geschlossene Hofmark Schöllnstein. Bereits 1698 war das Gebäude unbewohnt, im Österreichischen Erbfolgekrieg wurde es 1742 von den Österreichern erobert und teilweise zerstört. Nachdem es 1768 größtenteils niedergerissen worden war, ließ 1850 der damalige Besitzer Graf Raimund Fugger die Ruine abbrechen, übrig blieb nur noch die Burgmauer.
Seit das Dorf am 21. Oktober 1866 eine neue Schulstelle mit Schulhaus erhalten hatte, bemühten sich die Schöllnsteiner um die Errichtung einer eigenen Seelsorgestelle. Hauptsächlich durch Vermittlung des Abgeordneten Dr. Pichler, der als früherer Kooperator in Hofkirchen Schöllnstein gut kannte und teilweise auch pastoriert hat, wurde im bayerischen Landtag bei Beratung des Kulturbudgets die Errichtung der Expositur Schöllnstein genehmigt. Am 8. Januar 1901 hielt der erste Expositus seinen Einzug in das neu erbaute Expositurhaus.

## Sehenswürdigkeiten
- Expositurkirche Maria Heimsuchung. Sie wurde 1640 erbaut, 1762 verändert und 1901 nach Westen erweitert.
- Burgruine Schöllnstein

## Vereine
- Freiwillige Feuerwehr Schöllnstein. Sie wurde 1886 gegründet.
- Krieger- und Soldatenverein Schöllnstein. Er wurde am 27. Juni 1920 gegründet.